# 我的國家 (韓國電視劇)
《我的國家》（韓語：나의 나라），為韓國JTBC於2019年10月4日起播出的金土連續劇，由《只是相愛的關係》的金鎮元導演與《Master-麵條之神》的蔡承代作家合作打造。本劇是以高麗末年和朝鮮時代初期為背景的古裝動作劇，描述從各自的信念出發，為了「我的國家」拔刀相向，還有圍繞在權力與守護之間，所爆發的欲望。

Netflix于10月5日起每週六日24:00(UTC+8)全球同步上線。

## 演員陣容

### 主要人物
| 演員   | 角色   | 介紹 |
| 梁世宗 | 徐輝   | 名將之子，因父親之死而被輕視，南宣浩的摯友，中間有些分歧，後和好，承襲父親的武藝，個性固執，為了照顧生病的妹妹，決心要成為武官，原本覺得武官的俸祿，比國家大事重要，直到遇見熙渽才改變想法，與熙渽在多次相遇相處下漸漸的產生愛情，深愛熙渽。 |
| 禹棹煥 | 南宣浩 | 徐輝的摯友，中間有些分歧，後和好。武官，名門世家的庶子，擁有出色的洞察力，能文能武，但因為母親是奴婢出身，所以身分不被認可，渴望權力。喜歡熙渽，並且告訴熙渽自己喜歡她。                                                                     |
| 雪炫   | 韓熙渽 | 後來的梨花樓行首，父不詳，母親是妓生，從小在掌握權貴消息的妓院梨花樓長大，對腐敗的高麗感到絕望，但她沒有保持沉默，而以貼壁書的方式表達意見，與徐輝多次相遇相處下漸漸產生愛情，深愛徐輝。                                                     |
| 張赫   | 李芳遠 | 李成桂的第五子，是後來的朝鲜王朝第3代王太宗大王，替父親李成桂打下大片江山，但功勞卻不被父親所認可，世子的位置也落在自己的幼弟李芳碩身上，知道如果他沒有成為王，剩下的就只有死路一條，所以無論如何一定要登上王位，後來的朝鮮太宗。            |
| 金永哲 | 李成桂 | 李芳遠的父親，朝鮮王朝的開國之君，贏過大小戰役，擁有絕對的魄力，對他來說，李芳遠與其說是兒子，更像是懷著野心的一匹狼，他從來都沒有相信過自己的這個兒子。                                                                                     |
| 安內相 | 南傳   | 李成桂之臣兼奸臣，南宣浩的父親，後來在第一次王子之亂時被李芳遠用刀砍死。 |

### 徐輝周邊人物
| 演員   | 角色   | 介紹                                                       |
| 趙怡賢 | 徐妍   | 徐輝之妹，患有癲癇，喜歡宣浩，一次偷襲中被南傳的士兵刺死。 |
| 池承炫 | 朴治道 | 金吾衛別將，曾是徐劍的部下，現在是徐輝的戰友。             |
| 印喬鎮 | 朴門福 | 徐輝的戰友，軍醫，喜歡花月，後與花月成婚，兩人有一個孩子。 |
| 李宥俊 | 鄭颿   | 徐輝的戰友。                                               |

### 梨花樓
| 演員   | 角色 | 介紹                                                               |
| 張英南 | 瑞雪 | 梨花樓的行首，十分疼愛熙渽，病死前傳行首之位予她。                 |
| 娜亞   | 次首 | 梨花樓的次首。                                                     |
| 洪智允 | 花月 | 梨花樓的艺妓，熙渽的好友，喜歡文福，後與文福成婚，兩人有一個孩子。 |

### 其他人物
| 演員   | 角色     | 介紹                                                     |
| 朴藝珍 | 神德王后 | 李成桂的第二任王妃，李芳遠的繼母兼敵人                   |
| 金瑞慶 | 千家     | 李芳遠的士兵，雙面間諜。                                 |
| 金載英 | 太令     | 李芳遠的士兵。                                           |
| 李玄均 | 李芳幹   | 李成桂之子，李芳遠的四哥，于兵變失敗後成為李芳遠的俘虜。 |
| 金東元 | 黄池荣   | 李成桂的侍衛長。                                         |

### 特別演出
| 演員   | 角色   | 介紹                                                                  |
| 劉五性 | 徐劍   | 徐輝之父， 曾被称为高麗第一剑客。被處以烹刑，最後選擇自殺以保全子女。 |
| 金允書 | 宣浩母 | 南傳府裡的奴婢，在兒子被南傳帶走後自盡。                              |
| 郭善英 | 熙渽母 | 梨花樓的藝妓，行首的好友。                                            |

## 歷史考証
- 第10集南傳收到一只金瓶及一份留書，留書內容為「今日申正時竹林」，其旁居然還寫著一行現代韓文「금일 신정시 죽림」。劇中當時為1398年，世宗大王才出生不久，連諺文都還未發明，何來現代韓文呢？顯然是道具組的疏失。

- 現代韓文祇是漢字旁的字幕, 不是文件的一部分而是給觀眾看的。

## 原聲帶
- Part.1（發行日期：2019年10月19日）

| 曲序 | 曲目                      | 演唱                             | 时长 |
| ---- | ------------------------- | -------------------------------- | ---- |
| 1.   | 因为是你 (Because of You) | 鄭承煥                           | 4:14 |
| 2.   | Wild Road                 | 金在熙                           | 4:19 |
| 3.   | Remember                  | U-mb5, SEAGATE DJ (feat. Seo Ho) | 3:54 |

- Part.2（發行日期：2019年11月2日）

| 曲序 | 曲目                 | 演唱   | 时长 |
| ---- | -------------------- | ------ | ---- |
| 1.   | 你站在记忆的风景之上 | 玉珠鉉 | 4:35 |

- Part.3（發行日期：2019年11月8日）

| 曲序 | 曲目                | 演唱          | 时长 |
| ---- | ------------------- | ------------- | ---- |
| 1.   | Bird                | Purple Rain   | 3:24 |
| 2.   | 再見 (The Farewell) | Seo Ho (서호) | 5:10 |

- OST（發行日期：2019年11月23日）

| 曲序 | 曲目                            | 演唱                  | 时长 |
| ---- | ------------------------------- | --------------------- | ---- |
| 1.   | 木槿花 (Rose of Sharon)         | Melo Breeze           | 3:50 |
| 2.   | 月白梨花 (Tears of Moon flower) | Space Dust (우주먼지) | 4:19 |

- Epilogue（發行日期：2019年12月21日）

| 曲序 | 曲目                | 演唱   | 时长 |
| ---- | ------------------- | ------ | ---- |
| 1.   | 與你一起 (With You) | 金俊善 | 3:42 |

## 收視率
| 集數       | 播出日期   | AGB收視率        | AGB收視率      |
| 集數       | 播出日期   | 大韓民國（全國） | 首爾（首都圈） |
| ---------- | ---------- | ---------------- | -------------- |
| 1          | 2019/10/04 | 3.512%           | 3.777%         |
| 2          | 2019/10/05 | 3.846%           | 3.983%         |
| 3          | 2019/10/11 | 3.759%           | 3.910%         |
| 4          | 2019/10/12 | 4.839%           | 4.999%         |
| 5          | 2019/10/18 | 4.209%           | 4.252%         |
| 6          | 2019/10/19 | 4.989%           | 5.239%         |
| 7          | 2019/10/25 | 4.704%           | 4.662%         |
| 8          | 2019/10/26 | 4.873%           | 5.239%         |
| 9          | 2019/11/01 | 4.594%           | 4.692%         |
| 10         | 2019/11/02 | 4.874%           | 4.483%         |
| 11         | 2019/11/08 | 4.412%           | 4.706%         |
| 12         | 2019/11/09 | 4.761%           | 4.844%         |
| 13         | 2019/11/15 | 3.623%           | 3.837%         |
| 14         | 2019/11/16 | 4.283%           | 4.307%         |
| 15         | 2019/11/22 | 3.900%           | 4.157%         |
| 16         | 2019/11/23 | 3.951%           | 4.032%         |
| 平均收視率 | 平均收視率 | 4.321%           | 4.445%         |

- 收視最低的集數以藍色表示，收視最高的集數以紅色表示，而空格則表示該集的收視沒有相關數據。

## 同時段作品

### 同時段競爭作品
週五時段劇集
- tvN 金曜連續劇：《很便宜，千里馬超市》

週末時段劇集
- OCN 週末經典連續劇：《他人即地獄》、《所有人的謊言》

### 同一劇集時段作品
週五六時段劇集
- SBS 金土連續劇：《VAGABOND》

週六時段劇集
- MBC 週末特別計劃連續劇：《黃金庭院》

週末時段劇集
- tvN 週末連續劇：《請融化我吧》

## 外部連結
- 韓國JTBC官方網站
- 我的國家-DAUM

| JTBC 金土劇                                 | JTBC 金土劇                                 | JTBC 金土劇 |
| ------------------------------------------- | ------------------------------------------- | ----------- |
|                                             | 我的國家 （2019年10月4日 - 2019年11月23日） |             |
| 浪漫的體質 （2019年8月9日 - 2019年9月28日） | 巧克力 （2019年11月29日 - 2020年1月18日）   |             |